# Ricordati di me
Ricordati di me (Nederlands: Vergeet me niet) is een Italiaanse film uit 2003 geregisseerd en geschreven door Gabriele Muccino. De hoofdrollen worden vertolkt door Fabrizio Bentivoglio en Laura Morante.

## Verhaal
In de Italiaanse familie Ristuccia probeert iedereen zijn dromen te verwezenlijken: vader Carlo heeft de ambitie om schrijver te worden, moeder Giulia wil actrice worden, dochter Valentina droomt ervan showgirl te worden en zoon Paolo is te onzeker om te weten wat hij wil. De familie staat op het punt te barsten maar een auto-ongeluk brengt de familie weer dichter bij elkaar.

## Rolverdeling
- Fabrizio Bentivoglio - Carlo Ristuccia
- Laura Morante - Giulia Ristuccia
- Nicoletta Romanov - Valentina Ristuccia
- Monica Bellucci - Alessia
- Silvio Muccino - Paolo Ristuccia
- Gabriele Lavia - Alfredo
- Enrico Silvestrin - Stefano Manni
- Silvia Cohen - Elena
- Alberto Gimignani - Riccardo
- Amanda Sandrelli - Louise

## Prijzen
Silver Ribbon (2003)
- Beste vrouwelijke bijrol (Monica Bellucci)
- Beste script (Gabriele Muccino en Heidrun Schleef)
- Beste producenten (Nadine Luque en Domenico Procacci)